# 總理 (臺灣)
總理，臺灣清領時期地方自治團體領袖人物的職務名稱，負責協助官府管理地方，調解口角、商業糾紛，舉辦慈善勸募，甚至出資操辦團練，參與維持治安、鎮壓械鬥等等；總理一般由地方賢達、生員、業主、董事等共同推舉而出，是具有半官方色彩的職務。

## 簡介

### 背景
清領時期，清政府因臺灣孤懸海外，深恐在臺灣派駐太多士兵，容易導致地方官擁兵自重、據地作亂，是故臺灣長期以來，即便人口增長，調派臺灣士兵的員額並未隨人口比例增長:96-103；譬如康熙23年（1684年），清廷納臺灣為版圖，全臺漢人人口數不足八萬，臺灣、澎湖駐兵員額為10,083名:10，而1750年代（乾隆朝）人口大量增長，全臺灣西部人口約為200萬人，但在乾隆53年（1788年）左右的兵制增調，也不過將總員額提升至13,392名:18-19。在上述條件下，清政府對地方控制力薄弱，往往需倚賴地方豪族、仕紳的人脈或者武力，以維持地方秩序、兼管地方庶務，臺灣的董事、總理等職位便具備此一特色。

### 設置
清代在臺灣廳縣以下採行「保里鄉澳」區劃，保與里同級，保以十甲為一保，一保設有保長（保正）執掌地方鄉事，通常由當地賢達或鄉紳出任。數保之內再推舉一「董事」，取自「董率保甲事宜」一詞，遇保內公事通常由保正上報董事，再由董事上告官府。一般來說，職責僅經理一庄為董事，統理數庄才稱為「總理」。「總理」如同保正、董事等，皆由各庄頭人、生員、業主、紳董等稟舉而出:143、224、264，選舉出來後，稟舉人需檢附「保檢狀」和「充任狀」，赴往衙門由官府進行驗充，獲得做為辦公憑證的諭帖與戳記之後，才算正式出任「總理」。（基本上仍是以地方先推舉選出，再由官方予以追認）
「總理」一職由民間發起，最初並非官方設置的職務，而最早可考自乾隆36年（1770年）三崁店設立的〈蔣公堤功德碑記〉，碑文上即有「總理戴天祿」的刻文；嘉慶12年（1807）年後，臺灣西部各廳縣才普遍設置有「總理」一職。「總理」的影響範圍是以聚落的「庄」、「社」為單位，而非官方頒定行政區域以「保里鄉澳」為固定範圍，一個保的總理數，一至三名都有可能，視保里內的範圍大小或者村莊數量多寡而定。:143、224、264

### 職責
「總理」為無給職，但職責繁多，一般皆由地方鄉紳豪族出任，主要職責有八項：一、調解糾紛。二、管理公共事業。三、籌措地方公共建設基金。四、率領百姓迎接地方官員。五、編查保甲戶籍與門牌。六、操辦團練民勇，或者主導聯境演習。七、替官府傳達政令。八、監視百姓以及彙報民情。
總理並無任期限制，地方官可藉由換戳、換諭之舉，來牽制總理任期，減少弊端，而每逢新任通判或知縣上任時，總理皆必須上繳舊有諭帖、戳記，等待新任長官換發。又，總理若因年老、疾病、殘疾、遷移等，可提前向官府申請辭職；若總理涉有不法情事，官府亦有權將其革職。

## 代表人物
臺灣清領時期的總理多以參與鎮壓民變、組織聯境戰役而出名，也不乏帶頭造反官府者，其中較具代表性的是同治年間參與戴潮春事件戰役的彰化縣、嘉義縣總理，例如鹿港郊商秀才的總理蔡德芳、白沙坑庄總理黃開安，總理之上尚大總理，其號召範圍跨越數個庄頭，譬如同安寮十二庄大總理陳化機、白沙坑二十四庄大總理陳捷魁，以及店仔口五十三庄的大總理吳志高。 